# Francisco Fervenza Fernández
Francisco Fervenza Fernández (Santander, 15 d'agost de 1907 - València, 13 de gener de 1998) va ser un sindicalista espanyol. Treballador metal·lúrgic de professió, va ser activista sindical i membre de la Confederació Nacional del Treball (CNT).
Després de l'esclat de la Guerra civil es va unir a les milícies anarcosindicalistes. Home carismàtic, va passar a manar un batalló de la CNT que va actuar en la zona muntanyenca. Posteriorment seria nomenat comandant de la 12a Brigada santanderina, amb la qual prendria part en la campanya del Nord. La seva unitat va resultar destruïda durant la batalla de Santander i després de la caiguda del Nord va tornar a la zona republicana, des d'on va continuar la lluita. L'abril del 1938 se li va lliurar el comandament de la 180a Brigada Mixta, amb la qual tindria una destacada participació en la campanya de Llevant. L'11 d'agost de 1938 va ser nomenat comandant de la 54a Divisió.
Al final de la contesa va ser detingut i empresonat a Alacant. Traslladat a Santander, va ser jutjat i condemnat a mort, si bé la pena li seria commutada gràcies als testimoniatges favorables que va rebre per part de civils, familiars de dretanes als quals havia salvat la vida.
Va morir a València el 13 de gener de 1998.